# Bernon z Cluny
Bernon z Cluny (ur. ok. 850 w Burgundii, zm. 13 stycznia 927 w Cluny) – Święty Kościoła katolickiego.

## Życiorys
Urodził się prawdopodobnie w rodzinie szlacheckiej. Około 880 roku został mnichem w klasztorze Benedyktynów, a potem został mianowany opatem klasztoru Beaume-les Messieurs. 2 września 910 roku założył opactwo Cluny. Zmarł 13 stycznia 927 roku w opinii świętości. Został kanonizowany przez papieża Leona XIII w dniu 13 listopada 1899 roku.